# 375 Ursula
A 375 Ursula (ideiglenes jelöléssel 1893 AL) a Naprendszer kisbolygóövében található aszteroida. Auguste Charlois fedezte fel 1893. szeptember 18-án.